# Verena Wieder
Verena Wieder (* 26. Juni 2000 in Thalhofen an der Wertach) ist eine deutsche Fußballspielerin. Seit dem 1. Juli 2024 ist sie Vertragsspielerin von Werder Bremen.

## Karriere

### Vereine
Wieder begann im Alter von 14 Jahren beim FC Kempten mit dem Fußballspielen und kam in der C-Jugend in der Bezirksoberliga zum Einsatz. In der Folgesaison 2015/16 gehörte sie dem Kader des FC Memmingen in der Bundesliga Süd an, kam jedoch nicht zum Einsatz. Zur Saison 2016/17 wurde sie vom FC Bayern München verpflichtet. Dort kam sie sowohl für die zweite Mannschaft in der 2. Bundesliga Süd als auch für die erste Mannschaft in der UEFA Women’s Champions League und der Bundesliga zum Einsatz. Zudem stand sie 2017 mit den B-Juniorinnen im Endspiel um die Deutsche B-Juniorinnen-Meisterschaft gegen den Titelverteidiger 1. FFC Turbine Potsdam. Dabei avancierte sie als Doppeltorschützin beim 2:1-Sieg im Sportpark Aschheim zur spielentscheidenden Person und sicherte ihrer Mannschaft den dritten Titel nach 2014.
Zur Saison 2018/19 wurde sie vom SC Freiburg verpflichtet., Ihr erstes Punktspieltor in der höchsten Spielklasse erzielte sie am 23. September 2018 beim 4:0-Sieg im Heimspiel gegen Borussia Mönchengladbach mit dem Treffer zum 3:0 in der 56. Minute. Im Januar 2020 fiel sie mit einem Kreuzbandriss für die restliche Saison aus.
Im Juli 2020 wechselte Wieder für zwei Jahre zu Bayer 04 Leverkusen.
Am 1. Mai 2024 wurde ihre Verpflichtung zur Saison 2024/25 von Werder Bremen auf der Vereins-Website öffentlich.

### Nationalmannschaft
Nachdem sie in der U16- und U18-Bayernauswahl jeweils vier Spiele im Turnier um den Länderpokal bestritten hatte, debütierte sie am 28. Oktober 2014 in der U15-Nationalmannschaft, die in Toryglen mit 13:0 über die Auswahl Schottlands gewann.
Sie gehörte dem Aufgebot der U17-Nationalmannschaft an, mit der sie an der im Mai 2016 in Belarus ausgetragenen Europameisterschaft teilnahm und den Titel gewann.
Kurze Zeit später nahm sie mit der Mannschaft an der in Jordanien ausgetragenen U17-Weltmeisterschaft teil, in der sie alle drei Gruppenspiele und das mit 1:2 verlorene Viertelfinale gegen die U17-Nationalmannschaft Spaniens bestritt.
Mit der U19-Nationalmannschaft nahm sie im Juli 2018 an der U19-Europameisterschaft teil und kam beim Finaleinzug zu drei Einsätzen. Nachdem sie im Halbfinale gegen Norwegen früh verletzungsbedingt ausgewechselt werden musste, wirkte sie an der Finalniederlage gegen Spanien nicht mit.

## Erfolge
- Finalistin der U19-Europameisterschaft 2018
- U17-Europameisterin: 2016, 2017
- Deutsche B-Juniorinnen-Meisterin: 2016/17
- DFB-Pokal-Finalistin: 2024/25